# Degresja podatkowa
Degresja podatkowa – system opodatkowania polegający na obniżeniu stawki podatkowej zależnie od zmniejszającej się podstawy podatkowej. 
Degresja podatkowa należy do szczególnych przypadków progresji podatkowej. Pojęcie to jest niezwykle często błędnie używane w celu określenia regresji podatkowej. Termin degresja podatkowa stosuje się w przypadku odnoszenia się do szczególnej formy zapisu progresywnej skali podatkowej, który polega na odwróconym uszeregowaniu przedziałów podstawy stawek podatkowych i podstawy opodatkowania. Rezultatem zmniejszającej się podstawy opodatkowania jest przyporządkowanie malejącej stawki podatkowej. Degresja podatkowa jest stosunkowo rzadko występującym zjawiskiem w praktyce. Pojęcie podatku degresywnego odnosi się również do podatku progresywnego, w którym przyrost każdej kolejnej stawki podatkowej jest znacznie mniejszy, niż ten występujący w poprzednim przedziale skali podatkowej.

## Stawka podatkowa ruchoma (zmienna)
Zmienne stawki mogą być tworzone przez: 
- degresję podatkową – charakteryzuje ją zmniejszenie stawki podatkowej, wraz ze zmniejszeniem podstawy opodatkowania[1]. Degresja jest zjawiskiem, które nie występuje w polskim systemie podatkowym
- regresję podatkową – charakteryzuje ją zmniejszenie stawki podatkowej, wraz ze zwiększeniem podstawy opodatkowania[4]. Jedynym przypadkiem regresji podatkowej, jaki można spotkać w polskim systemie podatkowym, jest podatek uzupełniający w podatku od wynagrodzeń
- progresję podatkową – charakteryzuje ją wzrost stawki podatkowej, wraz ze wzrostem sumy opodatkowania[5]. Progresję, można podzielić na dwie grupy, pod względem jej charakteru, na progresję globalną, oraz progresję szczeblową, nazywaną również schodkową. Najczęściej można ją spotkać w przypadku podatków dochodowych.